# Tōru Ojima
Tōru Ojima (japanisch 小島 徹 Ojima Tōru; * 22. Februar 1976 in der Präfektur Ibaraki) ist ein ehemaliger japanischer Fußballspieler.

## Karriere
Ojima erlernte das Fußballspielen in der Schulmannschaft der Koga Daiichi High School und der Universitätsmannschaft der Asia-Universität. Seinen ersten Vertrag unterschrieb er 1998 bei den Urawa Reds. Der Verein spielte in der höchsten Liga des Landes, der J1 League. Am Ende der Saison 1999 stieg der Verein in die J2 League ab. 2001 wechselte er zum Ligakonkurrenten Kawasaki Frontale. Für den Verein absolvierte er 12 Ligaspiele. 2002 wechselte er zum Ligakonkurrenten Montedio Yamagata. Ende 2002 beendete er seine Karriere als Fußballspieler.